# لواء مجحفل
لواء مجحفل أو مجموعة لواء (بالإنجليزية: Brigade group)‏ هو مصطلح عسكري يستخدم في دول الكومنولث لوصف «تشكيل عسكري» مخصص لغرض معين وبشكل مؤقت، وغالبا ما يكون اللواء المجحفل مؤلف من 3 أو 4 مجموعات قتال أو أن يكون مؤلف من لواء مشاة (3 كتائب) مدعم بالدروع والمدفعية وهندسية الميدان والإشارة وباقي الوحدات المساندة مثل الطبابة والصيانة والنقل. ويشكل اللواء المجحفل الوحدة القتالية الأصغر القادرة على القتال لفترات طويلة بشكل مستقل.

## مصدر
1. ↑  Reid, Brian (2005). P.4 . London: Robin Brass Studio. ISBN 1-896941-40-0.